# Taille (lengtemaat)
Een taille is een oude Nederlandse lengtemaat. 16 tailles is één Brabantse el (69,2 centimeter). Eén taille is dus 4,325 cm.